# Okręgowe ligi polskie w piłce nożnej (1952)
Okręgowe rozgrywki w piłce nożnej w sezonie 1952 odbywały się w 17 okręgach, a ich najwyższym poziomem była klasa wojewódzka. Mistrzowie województw oraz mistrzowie Łodzi i Warszawy rozegrali mecze barażowe o prawo gry w II lidze.
Jednak w związku z reorganizacją II ligi i stworzeniem nowej III ligi makroregionalnej ostatecznie żaden zespół nie awansował do II ligi.
Natomiast awans do nowej III ligi uzyskało w sumie 68 drużyn.
| Poziomy rozgrywkowe w sezonie 1952 | Poziomy rozgrywkowe w sezonie 1952 | Poziomy rozgrywkowe w sezonie 1952 |
| Rozgrywki                          | P                                  | Nazwa                              |
| ---------------------------------- | ---------------------------------- | ---------------------------------- |
| Centralne                          | I                                  | I Liga                             |
| Centralne                          | II                                 | II Liga                            |
| Okregowe (17 okręgów)              | III                                | 1 Klasa Wojewódzka                 |
| Okregowe (17 okręgów)              | IV                                 | 2 Klasa Wojewódzka                 |
| Okregowe (17 okręgów)              | V                                  | 3 Klasa Wojewódzka                 |
| Okregowe (17 okręgów)              | VI                                 | 4 Klasa Wojewódzka                 |

## Rozgrywki okręgowe
Decyzją PZPN-u, w klasie wojewódzkiej, niezależnie od wyników w poprzednim sezonie, mogły wystąpić wszystkie kluby, które posiadały co najmniej 4 drużyny (dwie seniorów, po jednej juniorów i trampkarzy).

Szczegółowe wyniki podane są w Suplemencie do „Klubowej historii polskiej piłki nożnej”.
Mistrzowie województw, mistrzowie Łodzi i Warszawy oraz wicemistrz województwa katowickiego również uzyskali awans do III ligi.

### Białostocka klasa wojewódzka
- Mistrz: GWKS Ełk

### Bydgoska klasa wojewódzka
- Mistrz: Stal Nakło nad Notecią
- Awans do III ligi: Unia Inowrocław

### Gdańska klasa wojewódzka
- Mistrz: Flota Gdynia
- Awans do III ligi: Gwardia Gdańsk

### Katowicka klasa wojewódzka
- Mistrz: Stal Czechowice
- Wicemistrz: Spójnia Katowice
- Awans do III ligi: Górnik Brzozowice-Kamień, Górnik Katowice, Górnik Niwka, Stal Chorzów, LZS Podlesie, Stal Bobrek (Bytom), Stal Gliwice, Stal Rybnik oraz KS Częstochowa

### Kielecka klasa wojewódzka
- Mistrz: Stal Skarżysko-Kamienna
- Awans do III ligi: LZS Suchedniów

### Koszalińska klasa wojewódzka
- Mistrz: Budowlani Człuchów

### Krakowska klasa wojewódzka
- Mistrz: Unia Borek (Kraków)
- Awans do III ligi: Kolejarz Nowy Sącz, Kolejarz Wieliczka, Spójnia Bieżanów (Kraków), Spójnia Kraków, Spójnia Nowy Targ, Stal Żywiec, Unia Kraków, Unia Oświęcim oraz Włókniarz Andrychów

### Lubelska klasa wojewódzka
- Mistrz: KS Zamość
- Awans do III ligi: Stal Lublin, Budownlani Lublin oraz Ogniwo Lublin

### Łódzka klasa wojewódzka
- Mistrz Łodzi: Kolejarz Łódź
- Mistrz województwa: Włókniarz Pabianice
- Awans do III ligi: Gwardia Łódź oraz Unia Piotrków Trybunalski

### Olsztyńska klasa wojewódzka
- Mistrz: GWKS Olsztyn
- Awans do III ligi: Gwardia Olsztyn

### Opolska klasa wojewódzka
- Mistrz: Włókniarz Prudnik[2]
- Awans do III ligi: Ogniwo Nysa, Kolejarz Kluczbork, Gwardia Opole, Unia Kędzierzyn oraz LZS Chróścice

### Poznańska klasa wojewódzka
- Mistrz: Gwardia Kalisz
- Awans do III ligi: Budowlani Poznań, Ogniwo Poznań, Spójnia Gniezno oraz Gwardia Poznań

### Rzeszowska klasa wojewódzka
- Mistrz: GWKS Rzeszów
- Awans do III ligi: Ogniwo Rzeszów, Spójnia Jarosław, Stal Rzeszów oraz Kolejarz Przemyśl

### Szczecińska klasa wojewódzka
- Mistrz: Gwardia Ib Szczecin
  - W III lidze zagrał pierwszy zespół Gwardii Szczecin, który został zdegradowany z II ligi
- Awans do III ligi: Kolejarz Szczecin oraz Kolejarz Goleniów

### Warszawska klasa wojewódzka
- Mistrz Warszawy: Stal Okęcie (Warszawa)
- Mistrz województwa: Kolejarz Pruszków
- Awans do III ligi: Budowlani Warszawa oraz Kolejarz Wołomin

### Wrocławska klasa wojewódzka
- Mistrz: OWKS Wrocław
- Awans do III ligi: Spójnia Lubań, Stal Świebodzice, Włókniarz Chojnów oraz Ogniwo Wrocław

### Zielonogórska klasa wojewódzka
- Mistrz: Kolejarz Gorzów Wielkopolski
- Awans do III ligi: Spójnia Żary

## Baraże o II ligę
Zgodnie z regulaminem w walce o II ligę w sezonie 1953 każdy mistrz wojewódzki (oraz dodatkowo mistrz Łodzi i Warszawy), a także wicemistrz województwa katowickiego musiał zagrać baraż z tą drużyną II ligi w sezonie 1952 z tego samego województwa, która spośród innych drużyn tego województwa znalazła się na najniższym miejscu w tabeli (z wyjątkiem województw bydgoskiego, katowickiego, krakowskiego oraz miasta Warszawy, w których w barażach zagrała przedostatnia drużyna, gdyż ostatnia została zdegradowana automatycznie).
Mecze barażowe rozgrywane były system mecz i rewanż, a przy jednakowej liczbie punktów to drużyna z II ligi zachowała miejsce w lidze bez względu na stosunek bramek.

Pierwsze spotkania odbywały się na boisku mistrza 1 Klasy Województwa, a drugie na boisku drużyny II ligi.
| Drużyna 1                    | Wynik dwumeczu | Drużyna 2                   | Pierwszy mecz | Drugi mecz |
| ---------------------------- | -------------- | --------------------------- | ------------- | ---------- |
| białostockie                 |                |                             |               |            |
| GWKS Ełk                     | 3:4            | Gwardia Białystok           | 2:1           | 1:3        |
| bydgoskie                    |                |                             |               |            |
| Stal Nakło nad Notecią       | 1:7            | Kolejarz Toruń              | 0:2           | 1:5        |
| gdańskie                     |                |                             |               |            |
| Flota Gdynia                 | 3:6            | Kolejarz Gdańsk             | 2:1           | 1:5        |
| katowickie                   |                |                             |               |            |
| Stal Czechowice              | 3:2            | Stal Lipiny                 | 2:0           | 1:2        |
| Spójnia Katowice             | 0:4            | Górnik Knurów               | 0:1           | 0:3        |
| kieleckie                    |                |                             |               |            |
| Stal Skarżysko-Kamienna      | 6:1            | Włókniarz Radom             | 1:0           | 5:1        |
| koszalińskie                 |                |                             |               |            |
| Budowlani Człuchów           | (wo)           | Gwardia Słupsk              |               |            |
| krakowskie                   |                |                             |               |            |
| Unia Borek (Kraków)          | 10:7           | Włókniarz Chełmek           | 7:3           | 3:4        |
| lubelskie                    |                |                             |               |            |
| KS Zamość                    | 3:7            | OWKS Lublin                 | 3:1           | 0:6        |
| łódzkie                      |                |                             |               |            |
| Włókniarz Pabianice          | 4:0            | Spójnia Tomaszów Mazowiecki | 4:0           | 0:0        |
| m. Łódź                      |                |                             |               |            |
| Kolejarz Łódź                | 5:1            | Włókniarz-Widzew Łódź       | 3:1           | 2:0        |
| olsztyńskie                  |                |                             |               |            |
| GWKS Olsztyn                 | 4:5            | Kolejarz Olsztyn            | 3:1           | 1:4        |
| opolskie                     |                |                             |               |            |
| Włókniarz Prudnik            | •              | -----                       |               |            |
| poznańskie                   |                |                             |               |            |
| Gwardia Kalisz               | 4:1            | Stal Poznań                 | 3:0           | 1:1        |
| rzeszowskie                  |                |                             |               |            |
| GWKS Rzeszów                 | 0:3            | Budowlani Przemyśl          | 0:1           | 0:2        |
| szczecińskie                 |                |                             |               |            |
| Gwardia Ib Szczecin          | ---            | Gwardia Szczecin            |               |            |
| warszawskie                  |                |                             |               |            |
| Kolejarz Pruszków            | 2:5            | Włókniarz Chodaków          | 1:1           | 1:4        |
| m. Warszawa                  |                |                             |               |            |
| Stal Okęcie (Warszawa)       | 1:3            | Lotnik Warszawa             | 0:1           | 1:2        |
| wrocławskie                  |                |                             |               |            |
| OWKS Wrocław                 | 4:1            | Stal Wrocław                | 3:1           | 1:0        |
| zielonogórskie               |                |                             |               |            |
| Kolejarz Gorzów Wielkopolski | 4:6            | Stal Zielona Góra           | 2:4           | 2:2        |

Uwagi:
- Gwardia Słupsk wygrała baraż walkowerem, gdyż mistrz województwa koszalińskiego (Budowlani Człuchów) został wyłoniony zbyt późno[6]
- Mistrz województwa opolskiego (Włókniarz Prudnik) nie rozegrał barażu, ponieważ jedyny przedstawiciel tego województwa w II lidze (Budowlani Opole) zakwalifikował się  do I ligi i tym samym Włókniarz uzyskał bezpośredni awans do II ligi[7]
- Nie rozgrywano barażu w województwie szczecińskim między pierwszym a rezerwowym zespołem Gwardii Szczecin.

Ostatecznie po decyzji o zmniejszeniu II ligi do 14 drużyn, Włókniarz Prudnik oraz wszystkie drużyny grające w barażach, oprócz Lotnika Warszawa, zagrały w nowo utworzonej III lidze.

## Utworzenie III ligi
Na początku 1953 roku władze sekcji piłki nożnej GKKF podjęły decyzję o zmniejszeniu II ligi do 14 drużyn oraz o
otworzeniu 2 lig wojewódzkich i 6 międzywojewódzkich stanowiących nową III ligę. Głównym celem było podniesienie poziomu gry.
Spowodowało to, że żadna drużyna nie awansowało do II ligi, a decyzją Przewodniczącego GKKF do III ligi zakwalifikowano łącznie 68 drużyn grających w 1 Klasie Wojewódzkiej w sezonie 1952.